# HC Přerov
HC Přerov – czeski klub hokeja na lodzie z siedzibą w Przerowie.

## Historia
Chronologia nazw
- 1928 – SK Přerov (Sportovní klub Přerov)
- 1953 – TJ Spartak Meopta Přerov (Tělovýchovná jednota Spartak Meopta Přerov)
- 1975 – TJ Meochema Přerov (Tělovýchovná jednota Meochema Přerov)
- 1995 – HC Přerov (Hockey Club Přerov)
- 2000 – HC Minor 2000 Přerov (Hockey Club Minor 2000 Přerov)
- 2006 – HC Zubr Přerov (Hockey Club Zubr Přerov)